# Prinsesse Ragnhild (Schiff, 1931)
Die Prinsesse Ragnhild (I) war ein Passagierschiff der norwegischen Reederei Det Nordenfjeldske Dampskibsselskab (NFDS), das zwischen 1931 und 1940 Passagiere und Fracht auf den Hurtigruten entlang der norwegischen Küste transportierte. Am 23. Oktober 1940 wurde die Prinsesse Ragnhild kurz nach dem Ablegen in Bodø vor der Insel Landegode mit 455 Menschen an Bord von einer Explosion erschüttert und sank. 299 Menschen starben. Die genaue Ursache ist bis heute unklar.

## Das Schiff
Das 1.590 BRT große Dampfschiff Prinsesse Ragnhild entstand in der renommierten Werft Fredrikstad Mekaniske Verksted auf der zu Fredrikstad gehörenden Insel Kråkerøy. Das Schiff lief am 12. März 1931 vom Stapel und wurde im November desselben Jahres fertiggestellt. Ihr Bau kostete nach damaligem Geldwert 1,47 Millionen norwegische Kronen. Das Schiff wurde nach Ragnhild von Norwegen, der ältesten Tochter von König Olav V. und Königin Märtha von Schweden benannt. Die Prinsesse Ragnhild war 76,7 Meter lang, 11,5 Meter breit und hatte einen Tiefgang von 6,4 Metern. Sie war ein kombiniertes Passagier- und Frachtschiff. Ihre vierzylindrige Verbunddampfmaschine erbrachte eine Leistung von 2500 PS und ermöglichte dem Schiff eine Geschwindigkeit von 16,5 Knoten (30,5 km/h). Das Schiff war mit einem Schornstein, einem Propeller und zwei Masten ausgestattet.
Sie gehörte zur 1857 gegründeten norwegischen Reederei Det Nordenfjeldske Dampskibsselskab (NFDS) mit Sitz in Trondheim, was auch ihr Heimathafen war. Der Bau der Prinsesse Ragnhild wurde mit der Werft beschlossen, um einen Ersatz für die 1907 in Dienst gestellte Haakon VII zu ermöglichen, die 1929 vor Florø im Sturm gesunken war. Am 25. November 1931 wurde der fertiggestellte Dampfer der Reederei übergeben. Von da an war die Prinsesse Ragnhild ein typisches Hurtigruten-Schiff. Die Prinsesse Ragnhild war das erste norwegische Schiff, das mit einem Echolot ausgestattet war.
Am 6. März 1933 lief das Schiff wegen größerer Lecks bei Kiberg in der Nähe von Vardø auf Grund. Das Bergungsschiff Jason schleppte die Prinsesse Ragnhild nach Trondheim, wo sie repariert wurde. Im März 1934 fuhren Olav V. von Norwegen und seine Frau Märtha an Bord der Prinsesse Ragnhild von Trondheim nach Kirkenes. Am 10. April 1940, dem Tag nach der Invasion der Wehrmacht in Norwegen, suchte die Prinsesse Ragnhild Schutz vor deutschen Luftangriffen im Hjørundfjord bei Ålesund.

## Untergang
Am Mittwoch, dem 23. Oktober 1940 um 10.30 Uhr lief die Prinsesse Ragnhild in Bodø, der Hauptstadt der Provinz Nordland, zu einer Überfahrt nach Stamsund auf den Lofoten aus. An Bord befanden sich 50 norwegische Besatzungsmitglieder, 75 zivile norwegische Passagiere und 330 Deutsche, insgesamt 455 Personen. Kurz nach der Abfahrt, um etwa 11.20 Uhr, kam es an Bord des Dampfers zu einer schweren Explosion. Die Prinsesse Ragnhild ging in acht bis zehn Minuten unter. Das norwegische Frachtschiff Batnfjord war in der Nähe und rettete 142 Menschen aus dem Wasser. Der Fischkutter Gangerolf nahm weitere 14 Menschen auf und barg drei Leichen.
299 Menschen, darunter dutzende zivile norwegische Besatzungsmitglieder und Passagiere sowie zahlreiche Deutsche kamen bei dem Unglück ums Leben. Die Anzahl der Personen an Bord sowie die der Todesopfer und Überlebenden variiert je nach Quelle. Bis heute ist die Ursache für den Untergang der Prinsesse Ragnhild unklar. In einigen Quellen wird vermutet, dass das Schiff auf eine Seemine lief, die im Rahmen der Operation Wilfred am 8. April 1940 von der Ivanhoe, der Icarus, der Impulsive oder anderen Zerstörern der Royal Navy gelegt worden war.
Das britische U-Boot Taku wurde ebenso verdächtigt, den Passagierdampfer beschossen und versenkt zu haben. Es wurde jedoch entgegengestellt, dass sich die Taku zu jenem Zeitpunkt in französischen Gewässern befand. Das Wrack der Prinsesse Ragnhild wurde im März 2000 von der Tyr, einem Schiff der norwegischen Marine, in etwa 300 Metern Tiefe gefunden.(67° 26′ 21″ N, 14° 28′ 1″ O)

## Posthume Ehrung
Die Gemeinde Bodø ließ im Hafenbereich, wo die Hurtigruten-Schiffe anlegen, einen Granit-Obelisken aufstellen, der auf der polierten Seite mit der Inschrift „Til minne om de mange som omkom da Hurtigruteskipet "Prinsesse Ragnhild" ble senket den 23 Oktober 1940“ (dt.: Zum Gedenken an die vielen Menschen, die beim Untergang des Hurtigrutenschiffs „Prinsesse Ragnhild“ am 23. Oktober 1940 ums Leben kamen) an das Ereignis erinnert. Am Podest des Obelisken ist die geborgene bronzene Schiffsglocke der Prinsesse Ragnhild angebracht.